# Kifulladásig
A Kifulladásig (À bout de souffle) 1959-ben készült és 1960-ban bemutatott fekete-fehér francia film Jean-Luc Godard rendezésében. Főszereplők Jean-Paul Belmondo és Jean Seberg. A forgatókönyvet Truffaut írta, de miután rátalált a Lőj a zongoristára című film ötletére, a forgatókönyvet odaadta Jean-Luc Godard-nak.

## A filmről
Az európai filmművészet egyik legkiemelkedőbb darabja és a második világháború utáni korszak egyik legjobb filmje a Jean-Luc Godard rendezte Kifulladásig. Ez az alkotás határkő – ha egy filmre használhatjuk ezt a szót – a hagyományos, gyakran a „papa mozija” néven hívott filmkészítés és a modern, új képi nyelvet és kifejezésmódot kereső új művészet között.
Pedig a Kifulladásig története egyszerű, talán túlságosan is az. Michel (Jean-Paul Belmondo) kisstílű autótolvaj, aki az amerikai gengsztereket próbálja utánozni. Egyik lopása után kénytelen megölni egy országúti járőrt. A fiú megpróbál egy időre Párizsban elrejtőzni, illetve pénzt szerezni, hogy Olaszországba szökhessen. Itt él a fiatal amerikai lány, Patricia (Jean Seberg), akibe Michel szerelmes. Patriciának is tetszik a fiú, de a karrierjét fontosabbnak tartja kapcsolatuknál. Amikor már úgy érzi, hogy túlságosan is kötődik Michelhez, akkor feladja a rendőrségen. A túl későn menekülni kezdő férfit a rendőrök egy utcasarkon lelövik.
Ennyi lenne a sztori, ám nem csak erre kell figyelni. A film a nouvelle vague, azaz a francia új hullám legeslegelső darabja – pontosabban legelső ismert darabja. Az új hullám – legfontosabb ismertetőjeleként – az eddigi romantikus, hősies karakterekre kihegyezett filmek helyett egyszerű történeteket akart mesélni egyszerű emberekről. Azonban az egyenes vonalú történetelbeszélés és az azt meghatározó logika helyett, az úgynevezett „bukdácsoló múzsa” szerkesztési elve érvényesül. Ennyiben is különbözik például az olasz neorealizmustól vagy az angol „mosogató” (kitchen sink) filmdrámáktól.
Godard volt az, aki különösen líraivá és jó értelemben művészivé tette filmjeit. Ehhez gyakran használt fel irodalmi idézeteket, más filmekből kiragadott részleteket vagy műtárgyakat. A Kifulladásig még nem ért el a későbbi Godard-filmek „stádiumába”, vagyis rendelkezik az első filmek fiatalos energiájával, letisztultságával és elevenségével. A forgatókönyvét az a François Truffaut írta, aki az új hullám másik nagy klasszikusát, a Jules és Jimet rendezte – állítólag maga Truffaut rendezte a Kifulladásig legnagyobb részét, és nem Godard.
Volt idő, amikor az eredetileg bokszolónak készülő Jean-Paul Belmondo még nem kemény, hanem vicces rendőrfelügyelőket játszott. A francia művészvilág ünnepeltje volt, és olyan igazi szerepeket kapott, mint a Kifulladásig Michelje vagy Godard másik nagy alkotásának, a Bolond Pierrot-nak a főszerepe. Ehhez persze kiváló partnerei voltak Godard kedvenc színésznői, a fiatalon elhunyt Jean Seberg vagy később Anna Karina. Seberg fiús frizurája, franciás, csíkos pulóvere, bizonytalan mosolya mindenkinek örök emlék marad, aki megnézte ezt a filmet. Csakúgy, mint Belmondo vicces, majd fájdalmas grimaszai.

## Szereposztás
| Szerep                          | Színész              | Magyar hangja (1. szinkron, 1983) | Magyar hangja (2. szinkron) | Magyar hangja (3. szinkron) |
| ------------------------------- | -------------------- | --------------------------------- | --------------------------- | --------------------------- |
| Michel Poiccard (Kovács László) | Jean-Paul Belmondo   | Szacsvay László                   | Rátóti Zoltán               | Selmeczi Roland             |
| Patricia Franchini              | Jean Seberg          | Borbás Gabi                       | Kováts Adél                 | Timkó Eszter                |
| Vital rendőrfelügyelő           | Daniel Boulanger     | Miklósy György                    | Makay Sándor                | ?                           |
| Parvulesco                      | Jean-Pierre Melville | Gera Zoltán                       | Elekes Pál                  | ?                           |
| Antonio Berrutti                | Henri-Jacques Huet   | Kautzky József                    | Gesztesi Károly             | ?                           |
| Claudius Mansard                | Claude Mansard       | ?                                 | Gruber Hugó                 | ?                           |
| Besúgó                          | Jean-Luc Godard      | ?                                 | ?                           | ?                           |
| Tolmatchoff                     | Richard Balducci     | ?                                 | Kassai Károly               | ?                           |
| Carl Zombach (Zubart)           | Roger Hanin          | ?                                 | Vass Gábor                  | ?                           |
| Újságíró                        | Philippe de Broca    | ?                                 | ?                           | ?                           |

## Díjak, jelölések
Berlini Nemzetközi Filmfesztivál (1960)
- díj: Ezüst Medve díj – legjobb rendező (Jean-Luc Godard)
- jelölés: Arany Medve (Jean-Luc Godard)

BAFTA-díj (1962)
- jelölés: legjobb külföldi színésznő (Jean Seberg)

Jean Vigo-díj
- díj: legjobb film (Jean-Luc Godard)

Mozikritikusok francia szindikátusa (1960)
- díj: Kritikusok díja – legjobb film  (Jean-Luc Godard) (megosztott díj a Le Trou c. filmmel)

## Remake
- Kifulladásig Los Angelesben(wd) (Breathless), 1983-as amerikai film, rendezte Jim McBride, főszereplők Richard Gere, Valérie Kaprisky

## Szakirodalom
- Csejk Miklós: A film, amely elhozta a filmművészet nagykorúságát... Kifulladásig. In: Pentelényi László – Zentay Nóra Fanni (szerk.): JLG/JLG – Jean-Luc Godard dicsérete, avagy a filmművészet önfelszámolása. (Szerzőifilmes Könyvtár 3. kötet; Francia Új Hullám, Budapest, 2012.), 17-46. old.
- Nemes Károly: Jean-Luc Godard. (Filmbarátok Kiskönyvtára – Kortársaink a filmművészetben; Múzsák – Népművelési Propaganda Iroda, Budapest, 1983.)
- Bikácsy Gergely: Bolond Pierrot moziba megy – a francia film ötven éve (Budapest, 1992, Héttorony Könyvkiadó – Budapest Film)
- François Truffaut: Önvallomások a filmről (Osiris Könyvtár – Film; Budapest, 1996, Osiris)